# Filosofický časopis
Filosofický časopis je odborné periodikum, které vychází nepřetržitě od roku 1953, a je tedy nejstarším dosud vycházejícím českým časopisem věnovaným filosofii.

## Historie
Vznik Filozofického časopisu v roce 1953 byl reakcí na zánik časopisu Česká mysl a dalších akademických časopisů a stal se koncepčně ústředním odborným periodikem zaměřeným na českou marxistickou filosofii. Vydavatelem se stal Kabinet pro filosofii ČSAV a od roku 1957 Filosofický ústav ČSAV. V období vlády komunistického režimu v Československu, časopis odrážel oficiální ideologický vývoj socialistické společnosti a tím ztratil svoji významnost a důležitost. Po sametové revoluci se změnila redakční rada a časopis získal na prestiži. Časopis od roku 1992 vydává Filosofický ústav Akademie věd České republiky.

## Charakteristika
Filosofický časopis se věnuje filosofickým otázkám, které si člověk klade ve vztahu ke světu i k druhým lidem. V tomto zkoumání je časopis otevřen všem filosofickým směrům a disciplínám.  Pravidelná čísla jsou publikována čtvrtletně v češtině, popř. ve slovenštině. Každý rok také vychází několik mimořádných čísel, povětšinou v anglickém jazyce.
Časopis je odborně recenzovaný. Řídí se zásadami Open Access a recenzované texty jsou opatřeny DOI. Zařazen a citován je v mezinárodních databázích Web of Science, Scopus, DOAJ, ERIH Plus a Ulrich’s Periodicals Directory.

## Posloupnost šéfredaktorů časopisu
Od  pádu komunistického režimu v Československu do r. 2011 byl šéfredaktorem Petr Horák; v letech 2011-2014 Petr Dvořák; od 2015 do 2019 Doc. James Hill; od 2020 Milan Znoj.
| Šéfredaktor                      | Roky           |
| -------------------------------- | -------------- |
| Ladislav Rieger                  | 1953–1955      |
| Vladimír Ruml                    | 1956–1964      |
| Miloš Kaláb                      | 1965–1966      |
| Milan Průcha                     | 1966–1970      |
| Jan Kamarýt                      | 1/1970–12/1970 |
| Jakub Netopilík                  | 1971–1989      |
| Prof. Petr Horák                 | 1990-2011      |
| Doc. Petr Dvořák, Ph.D.          | 7/2011-2014    |
| Doc. James Hill, Ph.D.           | 2015 - 2019    |
| Doc. PhDr. Ing. Milan Znoj, CSc. | 2020           |